# Eresia confirmans
Eresia confirmans är en fjärilsart som beskrevs av Hall 1930. Eresia confirmans ingår i släktet Eresia och familjen praktfjärilar. Inga underarter finns listade i Catalogue of Life.